# ST ATR 110
De ATR 110.2, ook wel GelenkTriebWagen genoemd, is een dieselelektrisch treinstel met lagevloerdeel voor het regionaal personenvervoer van de Sistemi Territoriali S.p.A. (ST).

## Geschiedenis
Het treinstel werd ontworpen en gebouwd door Stadler Rail te Bussnang. Sistemi Territoriali S.p.A. (ST). gebruikt sinds 2006 twee treinstellen.

## Constructie en techniek
Het treinstel is opgebouwd uit een aluminium frame met een frontdeel van GVK. Het treinstel heeft een lagevloerdeel. Dit treinstel wordt aangedrijven door twee MAN dieselmotoren die iedere een dynamo met een elektromotor aandrijft. Deze treinstellen kunnen tot drie stuks gecombineerd rijden. De treinstellen zijn uitgerust met luchtvering.

### Nummers
De treinen zijn door Sistemi Territoriali S.p.A. (ST) als volt genummerd:
| treinstel nummer | rijtuig nummer                          |
| ---------------- | --------------------------------------- |
| ATR 110.201      | ATR 111.201 + ATR 112.201 + ATR 113.201 |
| ATR 110.202      | ATR 111.202 + ATR 112.202 + ATR 113.202 |

## Treindiensten
De treinen worden door Sistemi Territoriali S.p.A. (ST) ingezet op de traject: Adria - Mestre